# Пусільха
Пусільха (ісп. Pusilha) — руїни міста цивілізації мая в окрузі Толедо (Беліз).

## Історія
Засновано в середині VI століття. Стародавня назва Ун. Вдале географічне розташування: поруч Карибське море, на схід тягнуться гори, є перетином торговельних шляхів від центральної частини низовин до південно-східної області майя (в сучасному Гондурасі). Місцеві торгівці вели торгівлю з Копаном, Тікалєм, Караколєм, Кіріґуа. Усе це сприяло економічному, а потім політичному піднесенню міста. Першою відомою датою є 570 рік. Водночас навколо Пусільхи утворилося невеличке царство Ун, ієрогліфічний гліф його поки не виявлено. Загалом відомо 8 ахавів Пусільхи, більшість імен дешифровано. Першим відомим є К'авііль-Чан-К'ініч. Втім наприкінці 590-х років зазнав поразки від царства зі столицею в городищі Алтун-Ха. Державу відновлено за наступних ахавів К'ак’-У’-Ті’-Чана і Муйаль-Наах-К'ухуль-…-К'ахк’-У’.
Стосовно стосунків царства із сусідніми більш великими державами відомо недостатньо. Тривалий час вважалося, що ахави Пусільха були залежні від володарів Канульського царства або Шукуупського царства. Втім згідно з останньої версії Пусільха зуміло зберегти незалежність, користуючись географією та протистоянням сусідів. Але культурний вплив мало мистецтво Шукуупа.
Достеменно відомо, що ахави Пусільхи виступили проти Мутульського царства в союзі з Канульськими володарями. З піднесенням останнього, покращилося становище Уни. За часи розквіту царства Ун населяло близько 7 тисяч мешканців. Між 672 та 692 роках нічого про історію царства невідомо.
Наприкінці 690-х років за часи Володаря Е сталася криза, яка зрештою призвела на трон доньку останнього Іш-Іч'аахк-…-К'ініч. Втім воно зуміло зберегти незалежність навіть після занепаду Кануля у 1-й половині VIII ст. Завдяки діям К'ахк’-Калава царство зберігало свій вплив. Остання відома дата — 798 рік. Вважається, що незабаром Пусільху було залишено мешканцями.

## Опис
Розташовано на південному заході Белізу, на відстані в 1,5 км від кордону з Гватемалою на двох берегах річки Пусільха, неподалік від міста Сан-Беніто-Поїте. Основна частина городища лежить на вузькій смузі землі між річками Пусільха і Хувентуд, які через 2 км на схід зливаються, утворюючи річку Мого, що впадає в Гондураську затоку.

### Архітектура
Загальна площа становить 6 км². Площа центральної частини становить 12 га. Домінуюче місце в теменосі займає акрополь Гейтуей-Хіл — палацовий комплекс Пусільхи. Навколо нього розташовуються храмові та житлові ансамблі знаті, а також два стадіони для гри у м'яч.
Виявлено 105 житлових груп (500 будівель) у межах 3 з 6 км2 міської частини Пусільхи. Інтерес являє поховання 8/4 в палацовому акрополі, в якому були знайдені обсидіанові та керамічні візерункові леза, більше 80 жадеїтових намистин, 3 діадеми у вигляді символічної царської «білої пов'язки» (sakhuu'n) і 14 керамічних посудин VIII ст. Керамічні етапи відносять до Цаколь 3 — тепев 1 (500—700 роки).
Іконографічні елементи їх мають конотацію до теотіуаканського стилю. На думку дослідників є похованням Володаря-G, який носив пов'язаний з Теотіуаканом титул «очк'ін-к'аломте».
Крім того, на території пам'ятки знайдено рештки конструкції, які вважаються мостом через річку Пусільха. Сьогодні тут проводяться додаткові археологічні дослідження.

### Скульптура
Натепер знайдено 23 ієрогліфічні стели, ієрогліфічна сходи, різьблений маркер стадіону для гри в м'яч і 18 невпізнаних фрагментів з текстами. З них на честь закінчення 5-річчя — 2 монументи, 20-річчя — 8. Серед зображень переважає «династична» група мотивів.
Основний мотив на стелах — персонаж високого рангу з «ритуальної смугою» поперек грудей — дуже близький традиціям Копана і Кіріґу. З останнім містом зближує цю столицю і наявність зооморфних вівтарів в кількості 2.

## Історія досліджень
Відкрито у 1927 році археологами Британського Лондонського музею на чолі із Томасом Джойсом. Знайдені стели було відправлено до Лондона. Між 1928 і 1930 роками руїни досліджувалися командою археологів з Британського музею під керівництвом Т. Джойса. Тоді пам'ятки, що найбільш добре збереглися, перевезли до Британського музею, де вони зберігаються досі. У 1929 році Т. Джойс досліджував керамічні посудини, знайдені на території цієї археологічної пам'ятки.
Після 1930 року на тривалий час роботи були припинені. У 1979—1980 роках два польових сезони в рамках археологічного проєкту Південного Белізу провела команда Р. Левенталя, важливим підсумком роботи якої стало складання нової мапи городища. У 1989 році під керівництвом Г. Уолтерса і Л. Веллер стартував проєкт Пусільхи, що продовжив розкопки до 1994 року. Саме Г. Уолтерс і Л. Веллер виявили ієрогліфічні сходи, які на сьогоднішній день залишається єдиним відомим пам'ятником такого роду на території Белізу.
У 2001 році було започатковано археологічний проєкт Пусільха на чолі із Джефрі Брасуеллом. Згодом він переріс у Проєкт регіональної взаємодії в Толедо. До 2008 року переважно розкопано центральна частина руїн.